# Edna Coll
Edna Coll Pujals (otros autores hablan de Pujol) (24 de julio de 1906 – 19 de noviembre de 2002) fue una educadora, y escritora puertorriqueña. Provenía de una familia de puertorriqueños historiadores y políticos. y fue presidenta de la Sociedad de Autores Puertorriqueños de San Juan, Puerto Rico. También Coll fue fundadora de la Academia de Bellas Artes de Puerto Rico.

## Biografía
Coll era originaria de la ciudad de Arecibo, Puerto Rico. Fueron sus padres Cayetano Coll y Cuchí, que fuese presidente de la Cámara de Representantes de Puerto Rico. y de su esposa Carmen Pujol Toste. Recibió su educación primaria y media en San Juan, la capital de Puerto Rico. Obtuvo un doctorado en literatura y artes por la Universidad de Puerto Rico.

## Academia de Bellas Artes de Puerto Rico
Coll fue la presidenta de la Sección local de la Liga Estadounidense de Artistas Profesionales. Fundó la Academia de Bellas Artes de Puerto Rico en 1941. La academia, que ahora se conoce como la "Academia Edna Coll", situada en San Juan, ha servido como centro de exposiciones de obras de arte de muchos artistas, de aquellos españoles que huyeron de España durante la guerra civil española de los 1930s. Entre los artistas cuya obra se ha expuesto, están Ángel Botello, Carlos Marichal, Cristóbal Ruiz, Francisco Vázquez. Coll quien presidió la Academia de 1941-54 fue también profesora de Bellas Artes, en la Universidad de Puerto Rico. En 1982, ocupó el cargo de presidenta de la Sociedad de Autores de Puerto Rico. Según "La Editorial (UPR)" de "Índice informativo de la novela hispanoamericana, vol. 5": 

"La Dra. Edna Coll es conocida en el mundo de la literatura latinoamericana, por haber consagrado más de veinte años a desentrañar el sentido de la creación de la ficción en la América de habla española, y para organizar ese sentido en la síntesis y perspectivas que superan a las naciones de cada uno de esos autores."

## Algunas publicaciones
Entre las obras escritas y publicados por Coll, están las siguientes:
- "Florilegio. Biblioteca de autores de Puerto Rico, edición castellana. Editorial Plaza Mayor; 231 pp. ISBN 1-56328-158-9; ISBN 978-1-56328-158-7 (1999)

- "Donde los charlatanes mandan". 76 pp. (1995)

- "El valle de los caídos". Con Aida Elsa Ramírez Mattei. Editor Publicaciones Yuquiyú, 68 pp. (1994)

- "Índice Informativo de La Novela Hispanoamericana. Tomo V (edición castellana)". Editorial Universidad de Puerto Rico; 1.ª ed. 541 pp. en línea ISBN 0-8477-2005-5; ISBN 978-0-8477-2005-7 (1992)

- "Simplemente cuentos". 126 pp. (1986)

- "Instantes en el tiempo: mis memorias". Editor Esmaco Print. Co. 258 pp. (1986)

- "Chile y los Chilenos en las Novelas de Joaquin Edwards Bello". Ed. Lex, 189 pp.; ASIN: B003XK46CW

- "Venezuela". Vol. 3. Editorial Universitaria de Puerto Rico, 346 pp. (1978)

- "Vida Y Literatura". Ed. M. Pareja; 191 pp. 1.ª edición; ASIN: B004C4BMF2 (1972)

- "Crítica histórico-literaria hispanoamericana. 3.er tomo. Ediciones Cultura Hispanica del Centro Iberoamericano de Cooperación; ASIN: B004XD284G

- "Cayetano Coll y Toste: síntesis de estímulos humanos". Editorial Universitaria de Puerto Rico, 147 pp. (1970)

- "Instantes en el tiempo: Mis memorias". ASIN: B0000D6BQC

- "Aspectos cervantinos en Julio Cortázar". Editor Columbia Univ. Hispanic Institute, 604 pp. (1968)

- "Injerto de temas en las novelistas mexicanas contemporáneas". Editor Juan Ponce de León, 283 pp. (1964)

- "Selección de leyendas Puertorriqueñas del Dr. Cayetano Coll y Toste". Colección literaria Cervantes. Con Cayetano Coll y Toste, Cayetano Coll Cuchi. 15.ª edición	de Orion, 202 pp. (1958)

## Miembros de la familia
Su abuelo el Dr. Cayetano Coll y Toste (1850–1930), fue un historiador y escritor. Su tío José Coll y Cuchí fue el fundador del Partido Nacionalista de Puerto Rico, y su padre Cayetano Coll y Cuchí, fue Presidente de la Cámara de Representantes de Puerto Rico. Su prima hermana (hija de José) Isabel Cuchí Coll fue una educadora y autora que cofundó la Academia de Bellas Artes de Puerto Rico. Su hijo José "Fufi" Santori Coll fue jugador de baloncesto en la BSN, entrenador y comentarista deportivo de televisión.

## Últimos años
Coll estaba casada con José Santori, y tuvieron dos hijos, Vicente Santori Coll, abogado; y José Santori Coll. El 19 de noviembre de 2002, murió en la ciudad deSan Juan.